# Еткинер, Мюждат
Мюжда́т Еткинер (тур. Müjdat Yetkiner; род. 16 ноября 1961, Стамбул) — турецкий футболист, играл на позиции защитника и полузащитника. Рекордсмен в истории клуба «Фенербахче» по количеству сыгранных матчей (763 матча).

## Биография

### Клубная карьера
Всю футбольную карьеру, насчитывающую 15 сезонов, играл за «Фенербахче». В составе «желтых канареек» выиграл ряд трофеев, среди которых были три чемпионских титула в 1983, 1985 и 1989 годах. Всего во всех турнирах Еткинер сыграл за «Фенербахче» 763 матча, став настоящей легендой турецкого футбола. Он является рекордсменом в истории клуба по количеству сыгранных матчей.

### Карьера в сборной
Играл за юношескую и молодёжную сборные Турции.
Дебютировал за сборную Турции 20 января 1984 года в товарищеском матче против сборной Египта — Турция проиграла матч со счётом 0:1. Всего за сборную Турции сыграл 19 матчей и не отметился забитыми мячами.

## Достижения
«Фенербахче»
- Чемпион Турции (3): 1982/83, 1984/85, 1988/89
- Обладатель Кубка Турции (1): 1982/83
- Обладатель Суперкубка Турции (3): 1984, 1985, 1990
- Обладатель Кубка премьер-министра Турции[англ.] (3): 1980, 1989, 1993